# Wilhelm Seel (Bergingenieur)
Wilhelm Seel (* 15. August 1816 in Siegen; † 15. August 1875 in Ramsbeck; vollständiger Name: Wilhelm Franz Seel) war ein deutscher Bergingenieur und Bergbau-Manager, er wirkte als Berg- und Hüttenwerksdirektor in Ramsbeck.

## Leben und Wirken
Wilhelm Franz Seel wurde am 15. August 1816 als Sohn des Justizrates Friedrich Wilhelm Seel und seiner Ehefrau Charlotte geb. Rhodius in Siegen geboren. Nach bestandenem Bergreferendar-Examen war Seel zunächst als Berggeschworener und ab 1855 als Bergmeister in Siegen tätig. 1856 wechselte er in die Dienste der Actien-Gesellschaft für Bergbau, Blei- und Zinkfabrikation zu Stolberg und in Westphalen, für die er bis 1875 als Direktor die sog. Abtheilung Ramsbeck leitete. Seel reorganisierte den völlig zusammengebrochenen Ramsbecker Betrieb. Bereits 1859 erwirtschaftete die Abteilung einen Gewinn von mehreren zehntausend Talern.
Neben seiner Tätigkeit als Bergwerksdirektor begutachtete Seel Bergschäden in Iserlohn. Im Ehrenamt war er Vorsitzender der Handelskammer zu Arnsberg. 1865 bekam Seel den Preußischen Kronen-Orden 4. Klasse verliehen.

## Familie
Wilhelm Seel heiratete am 11. November 1845 Charlotte Clementine Dorothea Dressler (* 6. September 1820 in Siegen; † 31. März 1892 ebenda). Aus der Ehe gingen folgende Kinder hervor:
1. Wilhelm Jan Eberhard Seel (* 25. Oktober 1846 in Siegen),
2. Emilie Wilhelmine Katharine Seel (* 12. Dezember 1851 in Siegen),
3. Karl Adolf Albert Seel (* 15. April 1860 in Ramsbeck) und
4. Friedrich Heinrich Seel (* 10. August 1862 in Ramsbeck).[5][6]